# ウィリアム・ヒューストン
ウィリアム・チャーチル・ヒューストン（英:William Houston、1746年頃-1788年8月12日）はアメリカ合衆国の大学教授、法律家および政治家である。ニュージャージーの代表として、大陸会議とアメリカ合衆国憲法制定会議の代議員となった。1785年にはアメリカ哲学会の会員に選ばれた。

## 生い立ちと初期の経歴
ヒューストンはサウスカロライナのサムター地区で生まれた。両親はアーチボルド・ヒューストンとマーガレット・ヒューストンであり、アイルランドから当時のイギリス領植民地に移民してきた農夫だった。ヒューストンはニュージャージー大学（後のプリンストン大学）で学んだ。1768年に卒業すると、大学に講師としてとどまり、1771年には数学と自然哲学の教授になった。

## アメリカ合衆国の独立

### 民兵
アメリカ独立戦争が勃発してイギリス軍が1776年にプリンストンを占領したとき、大学は閉鎖され教授たちは故郷に帰った。ヒューストンは家の近くのサマセット郡民兵隊に加わり、その地域での戦闘に参戦した。後に中隊の一つの大尉に選ばれた。イギリス軍が1777年にニュージャージーから撤退すると、大学が再開され、教職に戻った。

### 大陸会議と法律界の経歴
1777年、サマセット郡の代表としてニュージャージー邦議会議員に選出された。1778年、邦の安全委員会委員を務めた。続いて1779年から1781年、大陸会議の代表に邦から派遣された。大陸会議における任務は、その多くが財務と物資供給の問題に割かれた。この頃、法律の勉強を始めた。
ヒューストンは大学に戻り、1781年に法廷弁護士として認められ、トレントンに法律事務所を開いた。この頃、ニュージャージー邦最高裁判所の事務官にも指名された。1783年、大学の職を辞し、法律の世界に没頭することにした。1784年から1785年は、再度大陸会議の代議員を務めた。

### 憲法制定会議の代議員
1786年、ヒューストンは諸邦を連携させる連合規約の欠陥について研究する任務を割り当てられた。アナポリス会議に出席してこの問題を議論した。この会議は連合規約の改定を提案する替わりに、憲法制定会議の開催を要求した。1787年に会議が招集されると、フィラデルフィアに代議員として行った。ヒューストンが会議に出席したのはほんの1週間であり、健康を害したために身を引くことになった。

## 死
ヒューストンは翌年、結核のためにペンシルベニア州フランクフォード（現在はフィラデルフィア市の一部）で死に、フィラデルフィアの第二長老派教会墓地に埋葬された。アメリカ合衆国建国の父に含まれる憲法制定会議参加者としては最初に死んだ者である。